# Dix’s Grant
Dix's Grant (auch Dixs Grant) ist ein gemeindefreies Gebiet im Coös County im US-Bundesstaat New Hampshire. Die Volkszählung von 2020 erfasste 0 Einwohner, der Census von 2010 erfasste einen Anwohner. 1816 wurde das Gebiet verzeichnet als Grunderwerb durch Timothy Dix, den Gründer des westlich gelegenen Dixville.

## Lage
Der Ort liegt bei den geographischen Koordinaten 44° 54' 45.24" Nord und 71° 11' 33.35" West auf einer Höhe von 661 Metern über dem Meeresspiegel. Die 51,9 km² große Fläche des Gebietes setzt sich zusammen aus 51,8 km² Land- und 0,1 km² Wasserfläche. An Dix's Grant grenzen Dixville im Westen, der Atkinson and Gilmanton Academy Grant im Norden, der Second College Grant im Osten sowie Wentworth Location im Süden. Der Swift Diamond River durchquert das Gebiet nahe der Südgrenze.